# Finik
Koordinaten: 37° 24′ 28,9″ N, 42° 4′ 32,7″ O

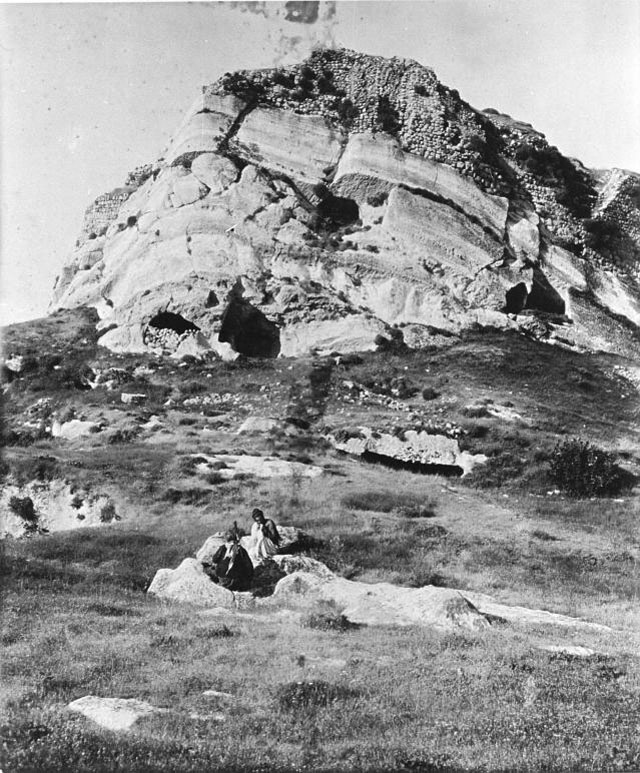
Die Ruinen der Burg Pinaka (1909 durch Gertrude Bell fotografiert).

Finik ist eine Ruinenstätte in der östlichen Türkei. Sie liegt am Nordufer des Tigris, ca. 20 km nordöstlich von Cizre in der Provinz Şırnak. In der Antike trug sie den Namen Pinaka (Strabon, Geographica 11, 747) oder Phaenicha (Ammianus Marcellinus) und war Teil der Gordiene. Das Dorf Damlarca, in unmittelbarer Nähe der Ruinenstätte, hieß im Jahre 1928 noch Finikirevi. Die Stätte besteht aus einer äußeren und einer inneren Burg. Die innere Burg liegt höher und ist in das gebirgige Terrain hinein gebaut worden. Neben der Burg gibt es noch Überreste anderer Gebäude und in den Fels gehauener Höhlenwohnungen. Die gesamte Anlage steht unter keinem Schutz. Trotzdem sind keine illegalen Grabungen bekannt.
Finik war eines der Zentren des Fürstentums von Botan.